# Nagaoka

Localització de Nagaoka en la prefectura de Niigata.

Bandera de Nagaoka.

Nagaoka (长 冈 市) és una ciutat segona ciutat més gran de la de la prefectura de Niigata, Japó després de Niigata, la capital de la. Nagaoka és al centre de la prefectura, després de la ciutat cabdal. Nagaoka es troba en la longitud 138°E i latitud 37°N.
La mida de Nagaoka augmentar l'1 d'abril de 2005, des de la ciutat d'Oguni, del districte de Kariwa, al poble de Yamakoshi, des del districte de Koshi, fins a la ciutat de Nakanoshima, del districte de Minamikanbara, i les ciutats de Koshiji i Mishima, tant des del districte de Sant, van ser absorbits per la ciutat de Nagaoka. A 1 de juny de 2005, la ciutat té una població estimada de 237.115 i una densitat de 450,88 habitants per km². La superfície total és de 525,89 quilòmetres².
Va tornar a augmentar l'1 de gener de 2006, quan la ciutat de Tochio, les ciutats de Teradomari i Yoita, i el poble de Washima, tots del districte de sant, van ser absorbits per la ciutat de Nagaoka. A 1 de novembre de 2010, la ciutat té una població estimada de 283.343 i una densitat de 318,83 habitants per km². La superfície total és de 890,91 quilòmetres².

## Història
El shogunat Tokugawa nomenat Naoyori Hori senyor de Nagaoka-Han el 1616. Hori va fundar la ciutat de Nagaoka i va construir un castell a la zona de Zaôdô al riu Shinano. No obstant això, aquesta àrea era propensa a les inundacions i un nou castell va ser construït en el lloc de l'actual estació de Nagaoka a 1617.
Nagaoka florir com una ciutat fortificada sota el regnat de les 13 generacions del clan Makino del període Edo. En la Guerra Boshin de 1868 durant la Restauració de Meiji, el clan militar general Tsuginosuke Kawai va conduir les forces de Nagaoka contra el govern de Meiji. Nagaoka va ser derrotada i la ciutat va quedar reduïda a enderrocs. Un regal de cent sacs d'arròs d'una província veïna va ser venut per finançar una nova escola en la reconstrucció de Nagaoka, de la qual va néixer l'anècdota de Kome Hyappyo.
La ciutat de Nagaoka al voltant de les tinences del clan es va convertir en part de la profectura de Kashiwazaki (avui Prefectura de Niigata) a l'inici del període Meiji. El municipi modern de Nagaoka va ser establert l'1 d'abril de 1906.

## Turisme

### Atraccions turístiques
- Castell Nagaoka
- Monument Kome Hyappyo
- Monument Tsuginosuke Kawai al Parc Yukyuzan
- Estadi Haibu Nagaoka
- Museu Prefectural d'art modern de Niigata
- Museu Prefectural d'història de Niigata
- Parc Yukyuzan
- Governació Nacional del parc Echigo
- Saló líric de Nagaoka
- Museu local de Nagaoka

### Festivals
- Gran Festival de Focs Artificials de Nagaoka (agost)
- Nagaoka Aki Matsuri (Festival de Tardor) i Festival Kome Hyappyo (octubre)
- Cherry Blossom Festival Yukyuzan
- Festival dels 100 sacs d'arròs
- Festival de neu de Nagaoka
- Festival Sekihara
- Nit de Yoita, festival de la lluna plena
- Betsuin Tokosu Niigata Nishi Honganji
- Ima-machi gran batalla d'estels de Nakanoshima
- Festival de focs artificials Teradomari
- Ho donarem sai
- Festival de gent (Oguni)

## Ciutats germanes
- Fort Worth, Texas, Estats Units (9 de novembre, 1987)
- West Union village Taiarapu, Polinèsia Francesa (29 d'agost, 1991)
- Bamberg, Alemanya (10 d'octubre, 1995)
- Trèveris, Alemanya (1 d'abril, 2006)
- Romainmôtier-Envy, Suïssa (1 d'abril, 2006)
- Honolulu, Hawaii, Estats Units (2 de març, 2012)